# Silas Niyibizi
Silas Niyibizi (Muganza, Kayenzi Gitarama, 1 d'abril de 1942 - 21 de febrer de 2011) va ser un demògraf i acadèmic ruandès.

## Biografia
Va néixer en una família modesta de pagesos. Després d'assistir a l'escola primària de la seva vila, es va traslladar a Nyanza (Ruanda del Sud) per assolir estudis secundaris a la secció llatí-grec del Collège Christ Roi (1957-1964). De 1964 a 1967 va estudiar en el departament de Ciències Econòmiques i Socials (Departament de Ciències Econòmiques i Socials) a la Universitat Nacional de Ruanda. Allí es va llicenciar en Ciències Econòmiques i Socials.
De 1967 a 1969 es va especialitzar en Demografia a la Universitat de Mont-réal (Quebec) amb un M.Sc. en Ciències Demogràfiques, convertint-se així en el primer demògraf ruandès.

## Carrera professional
Durant la seva carrera (1969-1999), Niyibizi va realitzar una extensa investigació demogràfica, centrant-se principalment en els problemes socials generats pel ràpid creixement de la població ruandesa.
Va tornar a Ruanda després d'obtenir el grau de demografia el 1969, on el Ministeri de Planificació ruandès el va emprar per fundar el departament d'estadística (1969-1971). Niyibizi es va traslladar a la Universitat Nacional de Ruanda (UNR, Butare - Província del Sud) com a professor a temps complet en Estudis Demogràfics i d'Estadística (1971-1976), convertint-se així en el primer graduat de l'UNR en esdevenir-hi ser professor.
De 1976 a 1977, Niyibizi va ser Secretari Permanent del Ministeri d'Esports, abans de rebre la tasca de preparar i administrar el Primer Cens de Població i Habitatge de Ruanda (1978) i coordinar l'anàlisi de resultats posteriors (1978 a 1987). El 1980 cofundà l'Office National de la Population - ONAPO, on va exercir com a demògraf sènior el 1987-1994, amb una breu estada com a assessor sènior del segon cens nacional de població i habitatge del país (1991).
Contràriament a molts dels seus companys entre els primers acadèmics de Rwanda, sembla que no va participar en el tumultuós període polític anterior al genocidi de Ruanda (1994) (ni ha ocupat cap càrrec polític). Aquest aberrant anonimat polític podria ser explicat pels seus ideals socialistes, el diàleg pacífic i l'oposició a la implicació militar en la política, una barreja que no podia complaure el règim militar Juvénal Habyarimana que va governar Ruanda durant la seva carrera.
Després del genocidi de 1994, Niyibizi va treballar per reconstruir la delmada acadèmia del país. Va romandre com a professor a la UNR fins que es va jubilar a l'edat de 57 anys el 1999. En la seva jubilació també va contribuir a l'èxit del tercer (i primer post-genocidi) Cens Nacional de Població i Habitatge (2002), com a consultor nacional. També, durant la seva jubilació, va impartir estadístiques i planificació social a la
Université Catholique de Kabgayi (2001–2006).